# Староборискино
Староборискино — село в Северном районе Оренбургской области, является административным центром Староборискинского сельсовета
В селе имеется храм Святой Троицы и действует приход Бузулукской епархии РПЦ.

## География
Село расположено в 20 км (по дорогам) севернее районного центра, села Северное. Через село протекает река Камышла.
20 апреля 1930 года в окрестностях села упал каменный метеорит, названный «Старое Борискино».

## История
Основано в 18 столетии.